# Дэвис, Дик
Ричард Аллен «Дик» Дэвис (англ. Richard Allen "Dick" Davies, 21 января 1936, Гаррисберг, штат Пенсильвания, США — 25 февраля 2012, Лаудон, штат Пенсильвания, США) — американский баскетболист, чемпион Олимпийских игр в Токио (1964).

## Биография
Выступал за команду государственного университета штаты Луизиана. Выступал за клуб Goodyear Wingfoots ААУ. На летних играх в Токио (1964) в составе национальной сборной становится олимпийским чемпионом.
По окончании спортивной карьеры работал в компании Goodyear Tire and Rubber Company. В своей возрастной группе неоднократно становился чемпионом штата по теннису.